# Thyroptera discifera
Thyroptera discifera — є одним з видів кажанів родини Thyropteridae.

## Поширення
Країни поширення: Болівія, Бразилія, Колумбія, Коста-Рика, Еквадор, Французька Гвіана, Гаяна, Нікарагуа, Панама, Перу, Суринам, Венесуела. Живе у вічнозелених лісах і бананових плантаціях. Спочиває групами до 10 особин у банановому листі. Харчується комахами.

## Загрози та охорона
Ніяких серйозних загроз. Знайдений в охоронних районах.